# Meloidogyne thamesi
Meloidogyne thamesi är en rundmaskart. Meloidogyne thamesi ingår i släktet Meloidogyne och familjen Heteroderidae. Inga underarter finns listade i Catalogue of Life.